# Parafia Opieki Matki Bożej w Zubaczach
Parafia Opieki Matki Bożej – parafia prawosławna w Zubaczach, w dekanacie Kleszczele diecezji warszawsko-bielskiej.
Na terenie parafii funkcjonują 4 cerkwie:
- cerkiew Opieki Matki Bożej w Zubaczach – parafialna
- cerkiew św. Mikołaja Cudotwórcy w Zubaczach – cmentarna
- cerkiew św. Apostoła Jana Teologa w Połowcach – cmentarna
- cerkiew Cudu św. Michała Archanioła w Stawiszczach – cmentarna

## Historia
Parafia w Zubaczach jest po raz pierwszy w dokumentach pisanych wzmiankowana w 1677. W jej skład wchodziły: Zubacze, Bobrówka, Borowiki, Iwacewicze, Lewosze, Łumna, Tumin Mały, Tumin Wielki, Turowszczyzna, Wólka i Wyczółki. Istniała tu wtedy cerkiew pod wezwaniem Świętych Apostołów Piotra i Pawła.
W 1847 parafia liczyła około 1400 wiernych. W następnych latach liczba parafian wzrastała (w 1879 – 1545, w 1891 – 2076 osób). W 1870 na terenie parafii działała jedna szkoła (cerkiewno-parafialna), w latach 80. XIX w. powstały kolejne: jedna ministerialna i dwie gramoty.
20 listopada 1895 spłonęła cerkiew parafialna. Na jej miejscu zbudowano nową – już pod wezwaniem Opieki Matki Bożej (poświęconą 1 października 1896). Nieco wcześniej, w 1887 na parafialnym cmentarzu stanęła cerkiew Świętej Trójcy (przeniesiona z Milejczyc; w poprzednim miejscu nosiła wezwanie św. Mikołaja).
Od 1900 w dekanacie Wysokie Litewskie w nowo utworzonej eparchii grodzieńskiej i brzeskiej. W tym czasie obejmowała wsie: Zubacze, Bobrówka, Łumno, Tumin, Turowszczyzna, Wólka Nurecka, Wyczółki. Działalność parafii została przerwana w 1915 w wyniku działań wojennych i udania się ludności prawosławnej w głąb Rosji. Powrót z bieżeństwa nastąpił w latach 1919–1920.
W okresie międzywojennym parafia otrzymała status etatowej. Należała do dekanatu w Wysokim Litewskim, w diecezji pińsko-poleskiej Polskiego Autokefalicznego Kościoła Prawosławnego. W 1925 w skład parafii wchodziły następujące miejscowości: Zubacze, Berezyszcze, Bobrówka, Jancewicze, Łumianka, Łumno, Tumin, Turowszczyzna, Wólka Nurzecka i Jażewicze Nowe. W 1932 do parafii należały 463 rodziny.
Po II wojnie światowej, w związku ze zmianą przebiegu granicy polsko-radzieckiej, zmienił się zasięg terytorialny parafii – wsie Łumno, Łumianka i Tumin zostały włączone do Białoruskiej SRR, natomiast do parafii dołączono Połowce, Stawiszcze i osadę Chlewiszcze. Parafia weszła w skład dekanatu bielskiego diecezji białostocko-bielskiej. W 1951 parafię włączono do nowo utworzonej diecezji warszawsko-bielskiej – początkowo do dekanatu siemiatyckiego, a w 1993 do kleszczelowskiego.
W latach 60. XX w. założono dwa nowe cmentarze: w Połowcach (na jego terenie znalazł się dawny dom mieszkalny, w którym urządzono cerkiew św. Jana Teologa) i w Stawiszczach (na terenie którego zbudowano cerkiew Cudu św. Michała Archanioła). W 1969 na cmentarzu w Zubaczach spłonęła od uderzenia pioruna drewniana cerkiew Świętej Trójcy. Na jej miejscu wzniesiono w 1978 cerkiew murowaną (zmieniając wezwanie na św. Mikołaja).
Na początku lat 80. do parafii należały miejscowości: Zubacze, Berezyszcze, Bobrówka, Chlewiszcze, Jancewicze, Połowce, Stawiszcze, Wólka Nurzecka, Wyczółki oraz częściowo Czeremcha. W 1984 z terytorium parafii wyłączono Czeremchę, która weszła w skład nowo utworzonej parafii w Kuzawie (od 1986 Czeremcha jest siedzibą samodzielnej parafii).

## Zasięg terytorialny
Parafia liczy ok. 400 osób zamieszkujących: Zubacze, Berezyszcze, Bobrówkę, Chlewiszcze, Jancewicze, Połowce, Stawiszcze, Wólkę Nurzecką i Wyczółki.

## Wykaz proboszczów
- 1839–1895 – ks. Jan Kraskowski
- 1895–1915 – ks. Bazyli Kraskowski (s. Jana)
- 1921–1922 – ks. Gabriel Chwedosiuk
- 1922–1940 – ks. Maksym Sankiewicz
- 1940 – ks. Grzegorz Konach
- 1940–1943 – ks. Maksym Sankiewicz
- 1943–1944 – ks. Jakub Sacharczuk
- 1944–1960 – ks. Mikołaj Wakułowicz
- 1960–1984 – ks. Anatol Kononiuk
- 1984–2014[2] – ks. Grzegorz Ostapkowicz
- od 2015 – ks. Adam Ostapkowicz[3]